# Miguel Ángel Llamas Montoya
Miguel Ángel Llamas Montoya, també conegut com a Pitu, (Noain, 1980) és un periodista, director i guionista de cinema basc. Com a periodista ha treballat en mitjans en llengua basca com ara Apurtu.org, Ateak Ireki i Ahotsa.info.

## Trajectòria
El 18 de gener de 2011 fou detingut per la Policia espanyola a Pamplona, juntament amb tres persones més, acusat pel magistrat de l'Audiència Nacional espanyola Fernando Grande-Marlaska de pertànyer a l'aparell de propaganda de l'organització Askatasuna a Navarra mitjançant la gestió del web Apurtu.org, que exercia de portal d'informació de diferents actes de protesta popular. Fou alliberat el 26 de juliol de 2012 després de pagar una fiança de 10.000 euros i passar divuit mesos empresonat, en règim de preventiva, a la presó de Valdemoro de Madrid.
L'any 2020 codirigí i coguionitzà amb Amaia Merino, la pel·lícula documental On és en Mikel? sobre la detenció i assassinat l'any 1985 de Mikel Zabalza, un jove conductor de busos basc a mans de la Guàrdia Civil. Aquell mateix any, juntament amb Merino, va rebre el Premi Lauaxeta en la categoria d'Audiovisuals, un guardó que atorga anualment la Diputació de Biscaia.
A la tarda del 17 de novembre de 2021, al Centre Cultural d'Orio, en el marc de les jornades Memòria i Convivència de Soraluze vinculades a la commemoració del Dia de la Memòria al País Basc, realitzà una xerrada amb Irati Goikoetxea, autora del llibre Herriak ez du barkatuko, per parlar sobre les ferides obertes del conflicte armat basc-espanyol.